# Paul Maisons
Paul Maisons, francoski general, * 1882, † 1971.